# Paulsilvella huveorum
Paulsilvella huveorum Woelkerling, Sartoni & Boddi, 2002  é o nome botânico  de uma espécie de algas vermelhas pluricelulares do gênero Paulsilvella, família Corallinaceae.
- São algas marinhas encontradas na Somália.

## Sinonímia
- Não apresenta sinônimos.